# Oregon Route 3
Az Oregon Route 3 (OR-3) egy oregoni állami országút, amely észak–déli irányban a washingtoni határtól, a 129-es út oregoni szakaszaként Enterprise-ig halad, ahol a 82-es út kereszteződésénél ér véget.

## Leírás
Az út a washingtoni 129-es út oregoni folytatása; az államba belépve először egy kereszteződés található Flora, illetve Paradise irányába, majd a Joseph Canyon Viewpoint kilátóhely. A pálya számos kanyar után Enterprise-ba érkezik, ahol a 82-es útba torkollik.